# Mranggon Lawang
Mranggon Lawang is een bestuurslaag in het regentschap Probolinggo van de provincie Oost-Java, Indonesië. Mranggon Lawang telt 2487 inwoners (volkstelling 2010).